# 阿諾·羅斯汀
阿諾·羅斯汀（英語：Arnold Rothstein，1882年1月17日—1928年11月6日），綽號首腦（the Brain），是一名猶太裔美國詐騙販、商人和賭徒，他成為在紐約市猶太黑幫的主要人物。羅斯汀被廣泛認為在職業運動中組織了貪污賄賂，包括密謀在1919年世界大賽中操縱造假。他也是未來犯罪首領查理·盧西安諾、邁爾·蘭斯基、法蘭克·卡斯特羅以及許多其他罪犯的導師。
羅斯汀「將有組織犯罪從一個殘暴活動轉變成一個大生意，管理的像一間大公司」。並且成為第一個意識到禁酒令是一門商機、達至巨大財富的手段之人，他「了解20世紀資本主義（給人們想要的東西）的真相，並用來支配他們」。他的惡名昭彰啟發了幾個基於他的生活的虛構角色，在當代和後來的短篇故事、小說、音樂劇和電影中描繪，包括《大亨小傳》中的角色Meyer Wolfsheim。
羅斯汀由於在一場被操縱的撲克遊戲中拒絕支付大量債務而於1928年被謀殺。他的非法帝國被打破，並分佈給其他幾個黑社會組織，部分導致了坦慕尼協會垮台和改革家菲奧雷洛·拉瓜迪亞的崛起。他死後十年，他的兄弟宣布羅斯汀的家財破產了。

## 早年生活及教育
阿諾·羅斯汀出生在曼哈頓一個舒適的生活中，是一名富裕的阿什肯納茲猶太商人Abraham Rothstein與其妻子Esther的兒子。他的父親是一個性格正直的人，獲得了綽號「Abe the Just」。阿諾在數學方面非常熟練，但對學校卻沒有興趣。另一方面，他的哥哥學習成為一名拉比。
羅斯汀被認為是一名難懂的孩子，對他的哥哥Harry深感嫉妒。羅斯汀的父親相信他的兒子總是渴望成為受人關注的焦點，而當他不是時，他常常會感到惱火。
羅斯汀還是一名孩子時，卻開始沉迷賭博，但不管他父親因擲骰子而罵他，他還是不會停止。在1921年，羅斯汀被問及他是如何成為一名賭徒，「我總是賭博。我不記得我什麼時候沒有賭了，也許我去賭博只是為了向我父親證明他不能告訴我該做甚麼，但我不這樣認為。我想我去賭博是因為我很喜歡這樣的興奮，當我賭博的時候，其他東西都不重要。」

## 非法生涯
到1910年，28歲的羅斯汀搬到了曼哈頓的田德隆區，在那裡他建立了一個重要的賭博賭場。他還在馬利蘭州的Havre de Grace投資了一個賽馬場，在那裡他出了名操縱許多比賽而令他勝出。羅斯汀擁有廣泛的知情人士網絡，他在他父親的銀行界中有雄厚的財力，並且願意為好的情報資料而付高價，不管來源如何。他的成功使他在30歲時成為一名百萬富翁。

## 1919年世界大賽

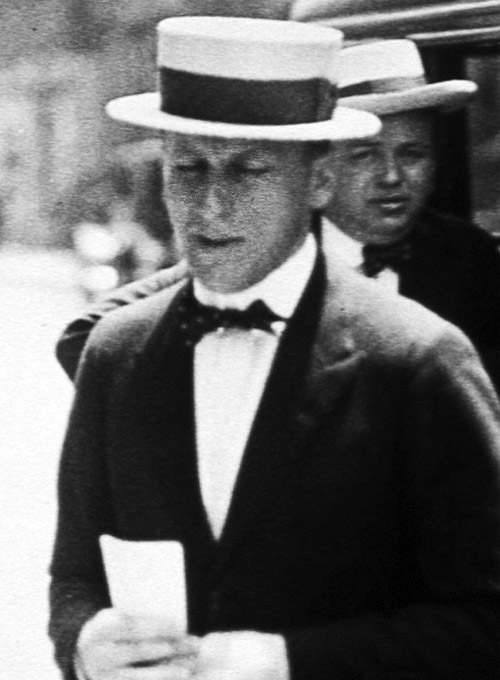
1919年的羅斯汀

有一大堆證據顯示羅斯汀參與過1919年世界大賽操縱造假。1919年，羅斯汀的代理人據稱付錢給芝加哥白襪的成員「放棄」，或故意輸掉對辛辛那提紅人的世界大賽。他打賭並在所謂稱為「黑襪醜聞」中獲得了巨大的益處。
他被傳召到芝加哥，在一群調查事件的陪審團面前作證。羅斯汀說他是一個無辜的商人，意圖澄清他的名字和聲譽。檢察官沒有找到證據將羅斯汀與事件聯繫起來，而他從未被起訴。羅斯汀作證說：
「所有事情的開端就是阿特爾與其他卑鄙的賭徒決定設計大賽並賺大錢。全世界都知道我被請求參與，而我的朋友知道我怎樣斷然拒絕了。我不懷疑阿特爾利用我的名字來取得成功。但是在我發現目前正在進行的事情後，我沒有參與，在任何情況下都不會這樣做，而且沒有在大賽上下注一分錢。」
在另一個版本的故事中，羅斯汀首先被賭徒約瑟夫·J·蘇利文接近，他建議羅斯汀幫助操縱世界大賽。羅斯汀據說拒絕了蘇利文的提議，但是當他接受了阿特爾的建議時，羅斯汀便重新考慮蘇利文的首次提議。他認為，操縱比賽造假是值得冒險參與的，而且仍然能夠掩飾他的參與。David Pietrusza的羅斯汀傳記認為，這名黑幫與蘇利文和阿特爾一起操縱造假。Michael Alexander總結認為，阿特爾「可能在沒有阿諾·羅斯汀的贊同下」操縱了大賽，這「沒有妨礙羅斯汀運用內部消息在大賽上打賭」。
里奧·卡切爾說：「大陪審團的所有記錄和備忘錄都消失了，所以，Cicotte、Williams和Jackson的簽名供詞也是如此。狀況是幾乎所有的證據都消失了，並試圖讓球員在席上重複他們的供詞。他們拒絕這樣做，並引用了第五條修正案。」最終，法官別無選擇，只能擱置案件。卡切爾繼續說：「因此，根據官方記錄上和[州檢察官Maclay] Hoyne口供的基礎上，羅斯汀從來沒有參與大賽造假，而且在官方紀錄上，從來沒有證明大賽被操縱造假。」總共八名白襪隊的球員在棒球比賽中永久被禁賽。儘管卡切爾拒絕相信，但他指出「當羅斯汀贏了大賽時，他贏得了一小筆錢，總是維持不到10萬美元，這實際上是大約35萬美元，這可能會是好多，更加多的。」

## 1921年特拉弗斯比賽
羅斯汀以假名「Redstone Stable」養了一匹名為Sporting Blood的賽馬，牠在可疑的情況下贏得了1921年特拉弗斯比賽。據說羅斯汀與主要訓練師山姆·海爾德烈斯勾結，以提高Sporting Blood身上的投注賠率。海爾德烈斯在比賽的早晨派了一匹傑出的三歲賽馬Grey Lag上場，造成Sporting Blood的賠率上升到3-1。羅斯汀透過賭馬業者下注了15萬美元。就在賽馬開始前，沒有解釋下，海爾德烈斯從名單中刪掉Gray Lag，退出比賽。羅斯汀獲取了超過50萬美元的賭注加上獎金，但這個陰謀從未被證實。

## 禁酒令和有組織犯罪
隨著禁酒令的到來，羅斯汀看到了商機，他拓展至走私私酒和麻醉品。酒被沿著哈德遜河以及從加拿大橫跨大湖區走私進來，並進至紐約上州。羅斯汀也購買了一些地下酒吧。
隨著他的銀行支持和高層政治關係，羅斯汀不久便設法將坦慕尼協會與街頭幫派聯繫起來。隨後，他的犯罪組織包括了諸如邁爾·蘭斯基、傑克·戴蒙、查理·「幸運」·盧西安諾和杜奇·舒爾茲等的黑社會知名人士，他們結合幫派和對各自的老大耍兩面派行為，顛覆了整個19世紀末的政治犯罪行為形式。羅斯汀的各種綽號分別是「Mr. Big」、「The Fixer」、「The Man Uptown」、「The Big Bankroll」和「The Brain」。
羅斯汀經常調解紐約幫派之間的差異，據報他為他的服務收取了大筆費用。他最喜歡的「辦公室」是位於百老匯和曼哈頓49街的餐廳Lindy's。他經常站在有他保鏢周圍的角落，並在街上做生意。羅斯汀會進行投注和向前一天輸錢的人收取欠款。同時，他利用他的調解人角色與城市的合法商業世界一起，並且很快迫坦慕尼協會承認他是在管理該城市的必要盟友。許多歷史學家認為他是第一個成功的現代毒販。
到了1925年，羅斯汀是國內最強大的罪犯之一，並且已經建立了一個大型的犯罪帝國。有一段時間，他是全國最大的私酒販，直到喬治·雷穆斯的崛起為止。由於有報告說羅斯汀的財富超過1000萬美元（在2016年價值約為1.25億美元），他成為美國歷史上最富有的黑幫之一，並被廣泛認為是美國有組織犯罪的創始之父。

## 逝世
1928年11月4日，阿諾·羅斯汀在第七大道附近55大街的曼哈頓中央公園酒店的一個商務會議期間受致命槍擊。他於11月6日死在曼哈頓的史岱文森綜合醫院。這次槍擊據報與10月份為期3天的高賭注撲克牌遊戲的欠款有關。羅斯汀連輸，結果欠款320,000美元（2016年為450萬美元）。他聲稱遊戲是被操縱的，並拒絕支付他的欠款。這場襲擊是為了懲罰羅斯汀沒有償還欠款的。賭徒George "Hump" McManus因為謀殺而被捕，但後來因為缺乏證據而宣告無罪。
根據Kevin Cook在著作《Titanic Thompson》（2010年）中的說法，這場撲克牌遊戲是由賭徒Titanic Thompson（真實姓名是Alvin Clarence Thomas）和他的合夥人Nate Raymond操縱的。由於一些複雜的下注，到最後，羅斯汀欠Raymond319,000美元，欠Thompson30,000美元，以及欠其他在場的賭徒大約200,000美元。McManus欠羅斯汀51,000美元。羅斯汀拖延時間，說他將無法支付欠款直到在1928年11月的選舉之後，因成功支持赫伯特·胡佛成為總統和富蘭克林·D·羅斯福成為州長而預計贏得550,000美元。Thompson在McManus的審判中作證，形容他是一名從來不會射殺羅斯汀的「漂亮失敗者」。據Cook說，Thompson後來告訴他一些熟人，兇手不是McManus，而是他的「袋子人」（bag-man）Hyman Biller，Biller不久後便逃到古巴。
在關於杜奇·舒爾茲的傳記《Kill the Dutchman!》 （1971年）中，犯罪記者Paul Sann表示，是舒爾茲謀殺了羅斯汀。他說這是因為羅斯汀的門生傑克·「多腿」·戴蒙殺死舒爾茲的朋友和合夥人Joey Noel而遭報復的。
在他臨終的一段時間，羅斯汀拒絕辨認兇手，回答警察的詢問，「你忠於你的行業，我會忠於我的。」和「我的母親做的。」（Me mudder (my mother) did it.）。羅斯汀被埋葬在瑞吉屋的聯合田園公墓（Union Field Cemetery）。

### 帝國解體
在他死後，禁酒令正在全面變動，各種街頭幫派正為酒的分銷控制而鬥爭，而19世紀末期的政治老大組織也完全崩潰中。法蘭克·埃里克森、邁爾·蘭斯基、本傑明·西格爾和其他前合夥人在羅斯汀死後分裂了他的各種「企業」。隨著羅斯汀的逝世，腐敗和已經衰弱的坦慕尼協會受到嚴重損傷，因為協會是依靠羅斯汀來控制街頭幫派。隨著坦慕尼協會的垮臺，改革家菲奧雷洛·拉瓜迪亞突起地崛起，並在1933年被選為紐約市市長。
他的死後十年，羅斯汀的兄弟哈利·羅斯汀（Harry Rothstein）宣布羅斯汀的財產破產，阿諾的財富消失了。

## 流行文化

### 文學
- 羅斯汀在達蒙·魯尼恩的幾個短篇小說中被稱呼為「The Brain」，其中包括他在《"The Brain Goes Home"》中他的死亡的虛構版本。作為一名報紙記者，魯尼恩親身認識羅斯汀，而後來對被指控殺他的兇手進行報道。
- 小說《大亨小傳》中，Meyer Wolfsheim是傑·蓋茲比（英语：Jay Gatsby）的猶太朋友和導師，他被描述為一名操縱過世界大賽的賭徒。這個角色通常被認為是暗示羅斯汀。

### 電影和電視劇
- 1960年電影《The Rise and Fall of Legs Diamond（英语：The Rise and Fall of Legs Diamond）》中，由Robert Lowery（英语：Robert Lowery (actor)）飾演羅斯汀。
- 1961年電影《The Big Bankroll（英语：The Big Bankroll）》中，由大衛·強生（英语：David Janssen）飾演羅斯汀。
- 1981年電影《Gangster Wars（英语：Gangster Wars）》和電視劇《The Gangster Chronicles（英语：The Gangster Chronicles）》中，由喬治·迪森羅（英语：George DiCenzo）飾演羅斯汀。
- 1988年電影《八面威風》中，由麥可·倫納（英语：Michael Lerner (actor)）飾演羅斯汀。
- 1991年電影《江湖好漢》中，由F·莫瑞·亞伯拉罕飾演羅斯汀。
- 1999年電影《Lansky（英语：Lansky (film)）》中，由史丹利·德桑蒂斯（英语：Stanley DeSantis）飾演羅斯汀。
- HBO電視劇《酒私風雲》中，由米高·舒伯飾演羅斯汀。
- 在《教父續集》中，海門·羅斯提到羅斯汀是安排體育賽事結果的人。在他談到對羅斯汀的敬仰後說，羅斯（Roth）這個名字是當他是個小男孩時維托·柯里昂給予海曼的，因為羅斯的真實姓氏很難發音。

## 合夥人
- 瓦克西·戈登
- 哈利·羅森（英语：Harry Rosen (mobster)）
- 查理·「幸運」·盧西安諾
- 邁爾·蘭斯基
- 伊努·「努基」·強森

## 延伸閱讀
- Alexander, Michael (2003). Jazz Age Jews, Princeton University Press, ISBN 0-691-11653-9
- Cohen, Rich (1999). Tough Jews: Fathers, Sons, and Gangster Dreams, London: Vintage ISBN 0-09-975791-5
- Henderson Clarke, Donald (1929). In the Reign of Rothstein, New York: The Vanguard Press. ISBN 978-1425532857
- Katcher, Leo (1959/1994). The Big Bankroll. The Life and Times of Arnold Rothstein, New York: Da Capo Press ISBN 0-306-80565-0
- Pietrusza, David (2003). Rothstein: The Life, Times and Murder of the Criminal Genius Who Fixed the 1919 World Series, New York: Carroll & Graf. ISBN 0-7867-1250-3
- Rothstein, Carolyn (with Donald Henderson Clarke) (1934), Now I'll Tell, New York: Vantage Press.
- Tosches, Nick (2005). King of the Jews. The Arnold Rothstein Story, London: Hamish Hamilton ISBN 0-241-14144-3

## 外部連結
- Victoria Vanderveer, "Arnold Rothstein and the 1919 World Series Fix". https://web.archive.org/web/20070929111828/http://www.forward.com/articles/arnold-the-brain/
- "Arnold Rothstein" （页面存档备份，存于）, Biography Jewish Virtual Library
- Daniel A. Nathan, "The Big Fix: Arnold Rothstein rigged the 1919 World Series. Or did he?" （页面存档备份，存于）, Legal Affairs, March – April, 2004
- An Arnold Rothstein Chronology （页面存档备份，存于）
- Arnold Rothstein Death （页面存档备份，存于）
- .   [2017-03-05]. （原始内容存档于2007-09-29）., Review of David Pietrusza, Rothstein: The Life, Times, and Murder of the Criminal Genius Who Fixed the 1919 World Series, Jewish Daily Forward, 31 October 2003
- 在Find a Grave上的阿諾·羅斯汀
- Edward Dean Sullivan, "The Real Truth about Rothstein!" True Detective Mysteries,(October 1930) pp. 20–26, 76-80.